# Amguema (Fluss)
Die Amguema (russisch Амгуэ́ма; auch Amgujema, russisch Амгуема) ist ein Fluss im Autonomen Kreis der Tschuktschen in Nordost-Sibirien.
Die Amguema entspringt im Hochland von Tschukotka. Von dort fließt sie in einem weiten Bogen zuerst nach Osten und später nach Norden, bevor sie nach 498 km bei der Kossa Dwuch Pilotow in die Tschuktschensee mündet.
Das Einzugsgebiet umfasst 28100 km². 121 km vor der Mündung beträgt der mittlere Abfluss der Amguema 267 m³/s. Im Oberlauf heißt die Amguema auch Wulwywejem (Вульвывеем). Größter Nebenfluss der Amguema ist der Ekityki von links.